# Население на Суринам
Населението на Суринам според преброяването през 2012 година е 541 638 души.

## Възрастов състав
(2000)
- 0-14 години: 32% (мъже 70 876/ жени 67 466)
- 15-64 години: 62% (мъже 137 209/ жени 131 905)
- над 65 години: 6% (мъже 10 907/ жени 12 945)

(2011) – приблизителни данни
- 0-14 години: 27,7% (мъже 77 260/ жени 72 048)
- 15-64 години: 65,9% (мъже 179 590/ жени 176 272)
- над 65 години: 6,4% (мъже 15 840/ жени 18 900)

## Коефициент на плодовитост
- 2000 – 2,50
- 2010 – 2,30
- 2019 – 2,23

## Етнически състав
(2012) 
- суринамци (индопакистанци) – 27,4%
- горски негри (марони) – 21,7%
- суринамци (креоли) – 15,7%
- индонезийци – 13,7%
- смесена раса – 13,4%
- индианци – 3,8%
- китайци – 1,5%
- нидерландци – 0,3%
- други – 1,3%.

## Религия
Конфесионален състав – християни – 49,7 % (протестанти – 56,0 %, католици – 44,0 %), индуисти – 28,5 %, мюсюлмани (сунити) – 21,3 %, други – 0,5 %. Извън страната живеят около 150 хил. суринамци, главно в Нидерландия.

## Език
Официален език – нидерландски, разговорни – суринамски (на английска основа), хинди, индонезийски.